# هبة تنفسية
الهبة التنفسية (أو الهبة التأكسدية) هي الإطلاق السريع لجزيئات الأكسجين النشطة (ROS)، والأنيون الفوق الأكسجيني (O-2) وبيروكسيد الهيدروجين (H2O2)، من أنواع مختلفة من الخلايا.
تحدث هذه عادة في الدفاع المناعي للثدييات، ولكنها تلعب أيضًا دورًا في إرسال الإشارات الخلوية. تعد الهبة التنفسية متورطة أيضًا في بويضة الحيوانات بعد الإخصاب. قد تحدث أيضًا في الخلايا النباتية.

## المناعة
يمكن تقسيم الخلايا المناعية إلى الخلايا النقوية والخلايا اللمفاوية. تعد الخلايا النقوية، بما في ذلك الخلايا البالعة والعدلات، متورطة بشكل خاص في الهبة التنفسية. تعد الخلايا البلعمية، والهبة التنفسية أمر حيوي للتحلل اللاحق للبكتيريا الداخلية أو مسببات الأمراض الأخرى. يعد هذا جانبًا مهمًا من المناعة الفطرية.
تتطلب الهبة التنفسية زيادة من 10 إلى 20 ضعفًا في استهلاك الأكسجين من خلال نشاط NADPH (مختصر فوسفات ثنائي نكليوتيد النيكوتين والأدنين المختزل) أوكسيداز (NOX2 في البشر). NADPH هو الركيزة الأساسية لأكاسيد النيتروجين NOX2، ويتحمل خفض الطاقة. يعد تكسير الغليكوجين أمرًا حيويًا لإنتاج NADPH. يحدث هذا عبر مسار فوسفات البنتوز.
يرتبط إنزيم NOX2 بغشاء البلعمة. الذي ينشط بعد البلعمة البكتيرية، ما ينتج فوق الأكاسيد عبر مركز الأكسدة والاختزال، والذي ينقل الإلكترونات من NADPH العصاري الخلوي إلى الأكسجين في اليبلوع.
2O2 + NADPH —> 2O2•– + NADP+ + H+
يمكن أن يتفاعل فوق الأكسيد بعد ذلك تلقائيًا أو إنزيميًا مع الجزيئات الأخرى ليؤدي إلى ظهور أنواع أخرى من أنواع الأكسجين التفاعلية. يغلق الغشاء البلعمي للحد من تعرض البيئة خارج الخلية للجذور الحرة التفاعلية المتولدة.

## المسارات المولدة للأنواع النشطة
هناك 3 مسارات رئيسية لتوليد جزيئات الأكسجين النشطة أو الأنواع النشطة للنيتروجين (RNS) في الخلايا المستفعلة:
1- يولد فوق أكسيد الديسموتاز (أو بدلًا من ذلك، الديسموتاز المياليني) بيروكسيد الهيدروجين من فوق الأكسيد. تنشأ بعد ذلك جذور الهيدروكسيل من خلال تفاعل هابر-فايس أو تفاعل فنتون، وكلاهما محفز بواسطة Fe2 +.
O2•–+ H2O2 —> •OH + OH– + O2
2- في وجود أيونات الهاليد، وأيونات الكلوريد البارزة، يستخدم البيروكسيديز المياليني بيروكسيد الهيدروجين لإنتاج حمض هيبوكلوروز.
H2O2 + Cl− —> ClO− + H2O
3- يحفز سينثاز أكسيد النيتريك (الشكل الإسوي المحرض، iNOS، في المناعة) إنتاج أكسيد النيتريك من إل-أرجينين.
2L-arginine + 3NADPH + 3 H+ + 4O2 —> 2citrulline + 2NO• + 4H2O + 3NADP+
قد يتفاعل أكسيد النيتريك مع فوق أكسيد الأنيونات لإنتاج أنيون البيروكسينيتريت.
O2•− + NO• → ONO2−
الدفاع ضد مسببات الأمراض
يؤدي التعرض لهذه الأنواع النشطة في الهبة التنفسية إلى علم الأمراض. يحدث هذا هذا بسبب الأضرار التأكسدية للبكتيريا المبتلعة.
والجدير بالذكر أن البيروكسينتريت هو عامل مؤكسد قوي جدًا يمكن أن يؤدي إلى أكسدة الدهون وأكسدة البروتين ونترات البروتين المسؤولة عن آثاره القاتلة للجراثيم. قد يتفاعل مباشرة مع البروتينات التي تحتوي على مراكز معدنية انتقالية، مثل FeS، مطلقة Fe2 + لتفاعل فنتون. قد يتفاعل البيروكسينتريت أيضًا مع الأحماض الأمينية المختلفة في سلسلة الببتيد، وبالتالي يغير بنية البروتين وبالتالي وظيفته. الأكثر شيوعًا هو أكسدة السيستين، وقد يحفز بشكل غير مباشر نترات التيروزين من خلال RNS المتولدة الأخرى. تتضمن وظيفة البروتين المتغيرة تغييرات في نشاط الإنزيم التحفيزي وتنظيم الهيكل الخلوي ونقل إشارة الخلية.
يتفاعل حمض هيبوكلوروز مع مجموعة من الجزيئات الحيوية، بما في ذلك الحمض النووي والدهون والبروتينات. قد يؤكسد الهيبوكلوروز السيستين والميثيونين عبر مجموعات السلفهيدريل ومجموعات الكبريت على التوالي. يؤدي الأول إلى تكوين روابط ثاني كبريتيد، ما يؤدي إلى تشابك البروتين. يؤدي كلا التأكسدين إلى تراكم البروتين، وفي النهاية موت الخلايا. يمكن أن تتأكسد مجموعات السلفهيدريل حتى ثلاث مرات بواسطة ثلاثة جزيئات من الهيبوكلوروز، مكونة أحماض السلفينيك، وأحماض السلفينيك وR-SO3H، والتي لا رجعة فيها بشكل متزايد ومضادة للجراثيم. وفي الوقت نفسه، يمكن عكس أكسدة الميثيونين. يمكن أن يتفاعل الهيبوكلوروز أيضًا مع الأمينات الأولية أو الثانوية، منتجة الكلورومينات السامة للبكتيريا. قد يحدث أيضًا ارتباط متقاطع للبروتين وتجميعه، بالإضافة إلى اضطراب مجموعات FeS.
جزء لا يتجزأ من تكوين حمض هيبوكلوروز هو البيروكسيديز المياليني. يكون البيروكسيديز المياليني أكثر وفرة في العدلات، حيث تكون البلعمة مصحوبة بتحلل الحبيبات. هذا هو اندماج الحبيبات مع البلعمة، وإطلاق محتوياتها، بما في ذلك البيروكسيديز المياليني. نظرًا لأن العديد من منتجات الخلايا القاتلة للميكروبات تتشكل أثناء الهبة التنفسية، فإن أهمية الجزيئات الفردية في قتل مسببات الأمراض الغازية ليست مفهومة تمامًا.
نظرًا للسمية العالية للمنتجات المضادة للميكروبات المتولدة بما في ذلك ROS، فإن عمر العدلات قصير للحد من تلف أنسجة المضيف أثناء الالتهاب.